# Гурбешти (Кабешти)
Гурбешти (рум. Gurbești) насеље је у Румунији у округу Бихор у општини Кабешти. Oпштина се налази на надморској висини од 202 m.

## Становништво
Према подацима из 2002. године у насељу је живело 208 становника, од којих су сви румунске националности.